# Dudád
Duda vagy Dudád (románul írva szintén Duda), falu Romániában, Hargita megyében. Közigazgatásilag Gyergyóvárhegy része. Lakóinak száma 1992-re mindössze 58 főre apadt, az itt élők román nemzetiségűnek vallják magukat, hitük szerint pedig ortodoxok.